# Jac van Steen
Jac van Steen (* 1956 in Eindhoven/Provinz Noord-Brabant) ist ein niederländischer Dirigent.

## Leben und Wirken
Er studierte Musiktheorie sowie Orchester- und Chorleitung am Brabant-Musikkonservatorium.
Von 1986 bis 1990 war van Steen Dirigent und Musikdirektor des Nijmegener Bachchores. Von 1989 bis 1994 war er Musikdirektor des niederländischen Nationalballetts in Amsterdam. Seit 1992 war er am Königlichen Konservatorium in Den Haag tätig. Von 1997 bis 2002 war er Chefdirigent der Nürnberger Symphoniker. Von 2002 bis 2005 war er Musikdirektor des Weimarer Nationaltheaters und Chefdirigent der Staatskapelle Weimar. Von 2002 bis 2008 arbeitete er als Chefdirigent des Musikkollegiums Winterthur. Seit 2005 wird van Steen als Gastdirigent des BBC National Orchestra Wales eingeladen.
Von 2008 bis 2013 war van Steen Generalmusikdirektor der Dortmunder Philharmoniker.